# Henryk Połowniak

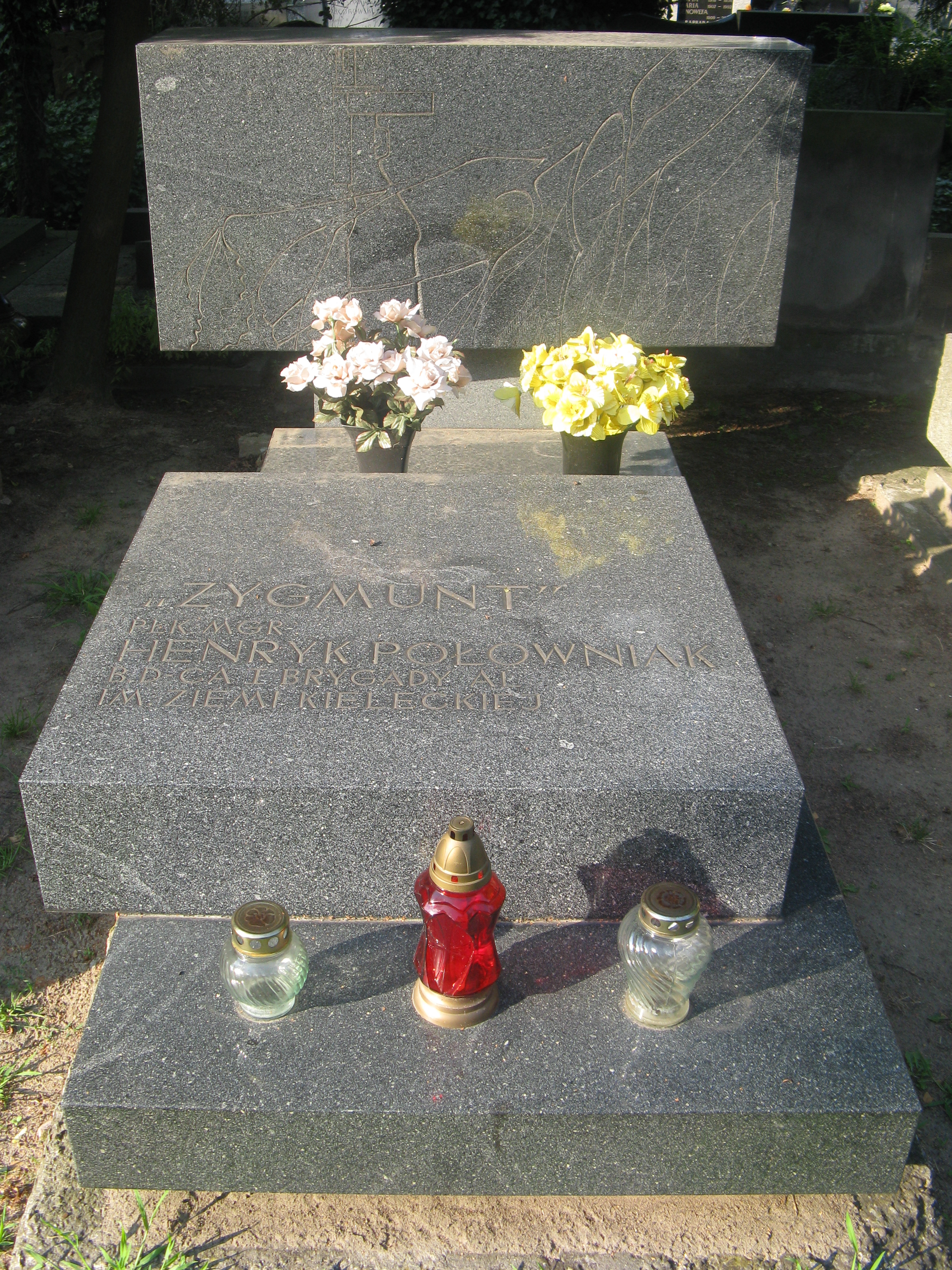
Grób Henryka Połowniaka na cmentarzu Wojskowym na Powązkach

Henryk Połowniak, ps. Zygmunt (ur. 24 grudnia 1914 w Nietulisku Dużym, zm. 17 sierpnia 1971 w Warszawie) – żołnierz Gwardii Ludowej i Armii Ludowej, dowódca 1 Brygady AL im. Ziemi Kieleckiej, pułkownik Wojska Polskiego.

## Życiorys
Urodził się w chłopskiej rodzinie Jana i Rozalii z Byków. Miał pięciu braci: Bolesław, Władysław, Marian, Stefan i Czesław, którzy byli partyzantami GL-AL. W 1930 wstąpił do ZMW „Wici”. W młodym wieku był robotnikiem budowlanym i drogowym w Starachowicach, 1935–1936 odbywał służbę wojskową w 2 pułku piechoty Legionów, następnie pracował w fabryce amunicji w Starachowicach. Ukończył szkołę podoficerską w Jarosławiu. 
Jako kapral brał udział w kampanii wrześniowej pod Pilznem, Tarnowem, Przemyślem i Lwowem, dowodząc plutonem zwiadu w 17 pułku piechoty. Dostał się do niewoli, jednak po kilku tygodniach zbiegł z obozu jenieckiego w Przeworsku. Od czerwca 1942 członek PPR i GL. W grudniu 1942 został aresztowany i uwięziony w Pińczowie, skąd w lutym 1943 zbiegł. Członek sztabu GL dzielnicy Kunów, a od marca 1943 partyzant oddziału GL im. Mariana Langiewicza. Później dowodził oddziałem GL im. Józefa Sowińskiego. 15 sierpnia 1943 oddział ten wykoleił pociąg ze zbożem kontyngentowym na linii Kunów-Ostrowiec Świętokrzyski, 27 sierpnia 1943 rozbił obóz Baudienstu w Jasicach, uwalniając 550 więźniów, a 21 lutego 1944 rozbroił niemiecko-własowski posterunek w Bodzechowie. Od 3 grudnia 1943 dowodził 7 (Radomskim) Okręgiem GL-AL. 5 lutego 1944 Dowództwo Główne AL mianowało go kapitanem. 9 czerwca 1944 „Zygmunt” dowodził walką trzech oddziałów AL pod wsią Janik koło Ostrowca. Od lata 1944 był majorem AL, a od 13 lipca 1944 dowodził 1 Brygadą AL im. Ziemi Kieleckiej (do stycznia 1945). 29–30 września 1944 dowodził połączonymi brygadami AL obwodu kieleckiego (ok. 1500 ludzi) w bitwie pod Gruszką. 
W styczniu 1945 został przydzielony do służby w Ministerstwie Bezpieczeństwa Publicznego. Był zastępcą szefa Wojewódzkiego Urzędu Bezpieczeństwa Publicznego w Katowicach. 1947–1949 studiował w Centrum Wyszkolenia Piechoty w Rembertowie, a następnie do 1953 był dowódcą jednostek Wojsk Ochrony Pogranicza w Ustce i Nowym Sączu. W grudniu 1957 ukończył Technikum dla Robotników Wysuniętych w Bytomiu. 1953–1958 pracował w Hucie im. Lenina, po czym ponownie służył w WP. Mianowany pułkownikiem, pracował najpierw w Sztabie Generalnym WP, później (1960–1961) w Międzynarodowej Komisji do spraw Nadzoru i Kontroli w Wietnamie. Absolwent Wyższego Kursu Doskonalenia Oficerów w Akademii Sztabu Generalnego WP im. Karola Świerczewskiego. 1965–1969 attaché PRL w Sofii, a 1969–1971 służył w Głównym Zarządzie Politycznym WP. Absolwent (1970) Wydziału Pedagogiczno-Politycznego Wojskowej Akademii Politycznej im. Feliksa Dzierżyńskiego.
Członek Zarządu Głównego i Sekretariatu Zarządu Głównego ZBoWiD. Autor wielu pamiętników. 
Pochowany 20 sierpnia 1971 z honorami wojskowymi w Alei Zasłużonych na cmentarzu Wojskowym na Powązkach (kwatera B2-tuje-10). W pogrzebie udział wzięli m.in. członek Biura Politycznego KC PZPR, prezes Zarządu Głównego ZBoWiD gen. dyw. Mieczysław Moczar, wiceminister obrony narodowej, szef Sztabu Generalnego WP gen. dyw. Bolesław Chocha oraz szef Głównego Zarządu Politycznego WP gen. dyw. Jan Czapla. Zmarłego, w imieniu kierownictwa MON,  pożegnał kontradmirał Józef Sobiesiak, a w imieniu ZBoWiD płk Eugeniusz Wiślicz-Iwańczyk.

## Ordery i odznaczenia
- Order Sztandaru Pracy II klasy
- Order Krzyża Grunwaldu III klasy (2 stycznia 1946)[2]
- Krzyż Srebrny Orderu Virtuti Militari
- Krzyż Partyzancki
- Medal Zwycięstwa i Wolności 1945
- Złoty Medal „Siły Zbrojne w Służbie Ojczyzny”
- Srebrny Medal „Siły Zbrojne w Służbie Ojczyzny”
- Brązowy Medal „Siły Zbrojne w Służbie Ojczyzny”
- Odznaka „Za zasługi dla Kielecczyzny”

## Upamiętnienie
11 czerwca 1972 nazwano jego imieniem szkołę podstawową w Kunowie. Do 2016 był patronem ulicy w Kielcach.